# 2017年盧甘斯克人民共和國政變
當地時間2017年10月21日至11月24日，俄羅斯支持的盧甘斯克人民共和國爆發一場政治危機，這場政治危機源於盧甘斯克人民共和國首腦伊戈爾·普洛特尼茨基與內政部長伊戈爾·科內特之間的權力鬥爭，最後導致政變並以普羅特尼茨基辭職告終。

## 背景
2017年10月21日，盧甘斯克人民共和國人民議會副代表弗拉基米爾·桑金指控內政部長伊戈爾·科內特侵吞他人的房屋。他表示：「2014年夏天，戰事迫使許多盧甘斯克居民離家避難。然而，當他們返回時，卻發現房屋已被陌生人佔據。舉例來說，盧甘斯克居民尼娜·瓦西里耶芙娜·克維爾佐娃（根據部分消息來源，為赫梅列夫佐娃）發現，內政部長本人竟住在她的房子裡。」
11月9日，內政部長科內特在首腦普羅特尼茨基、總檢察院官員及原房主的見證下，被驅逐出他佔據了三年的房屋。
11月10日，據代表維塔利·莫羅佐夫所述，盧甘斯克人民共和國人民議會正式要求內政部長伊戈爾·科內特辭職。
11月20日，盧甘斯克列寧區法院裁定，免去科內特內政部長的職務。盧甘斯克人民共和國人民議會隨後向共和國首腦普羅特尼茨基提出請求，任命弗拉基米爾·切爾科夫為代理內政部長。

## 政變
11月21日，盧甘斯克市中心出現裝甲車輛，大批無標誌的武裝人員和佩戴白色臂章的金鵰特種部隊士兵接管內政部大樓與國家電視台大樓，整個市中心被控制。
科內特隨後發表公開聲明，宣稱內政部已成功攔截一支試圖潛入盧甘斯克的烏克蘭破壞小組。他堅稱自己不會辭職，並指控電視台主席阿納斯塔西婭·舒爾卡耶娃、政府行政部門負責人伊琳娜·泰茨曼和政府安全局局長葉夫根·謝利韋爾斯托夫與烏克蘭特務機關有勾結。他還指控泰茨曼和謝利韋爾斯托夫策劃2016年的未遂政變，導致時任總理根納季·齊普卡洛夫被殺害，另一名人民民兵高級官員維塔利·基謝列夫遭判長期監禁，而當時的人民議會主席阿列克謝·卡里亞金則被迫逃亡俄羅斯並被通緝。
普羅特尼茨基則否認科內特的指控，並表示目前正在調查其他相關人員。他強調科內特已被免職，所有相關命令都已失去法律效力。
盧甘斯克的電視中心隨後停播，國家電視台大樓外只剩少數武裝人員駐守。
11月22日，普羅特尼茨基任命弗拉基米爾·切爾科夫為代理內政部長，並公開指控科內特試圖發動政變。
同日，內政部人員逮捕代理檢察總長及其副手。
11月23日，科內特聲稱，內政部已抓獲一支受烏克蘭國防部情報機關指使的破壞小組，該小組原本計畫在盧甘斯克人民共和國及頓涅茨克人民共和國發動恐怖襲擊，以破壞當地局勢穩定。科內特還指責烏克蘭特工滲透盧甘斯克高層，試圖抹黑內政部和國家安全部。他表示，這次行動是在盧甘斯克人民共和國內政部和頓涅茨克人民共和國國家安全部的協助下完成的。
佩戴白色臂章的武裝人員進一步加強了對普洛特尼茨基所在的盧甘斯克行政大樓、電視台和內政部的監控。木偶劇院和俄羅斯劇院周邊的封鎖則被解除。
同日，普羅特尼茨基與多名官員組成的車隊離開盧甘斯克，並在下午前往與俄羅斯接壤的邊境檢查站。隨後，普羅特尼茨基搭乘航班由頓河畔羅斯托夫抵達莫斯科。
11月24日，盧甘斯克人民共和國國家安全部部長列昂尼德·帕謝奇尼克宣佈，普羅特尼茨基因健康問題辭去職務，並被任命為《明斯克協議》的全權代表，而帕塞奇尼克則接任為代理共和國領導人。
11月25日，人民議會正式批准普羅特尼茨基的辭職，並一致推選帕謝奇尼克為新任領導人。

## 反應
11月25日，頓涅茨克人民共和國首腦亞歷山大·扎哈爾琴科祝賀代理首腦列昂尼德·帕塞奇尼克上任。
11月22日，俄羅斯總統府社會及經濟合作部門負責人米哈伊爾·阿魯秋諾夫表示，關於俄羅斯支持盧甘斯克人民共和國內政部部長伊戈爾·科內特的消息毫無根據：「這些消息來源不明，盧甘斯克的局勢純屬內部事務，盧甘斯克方面並未向克里姆林宮尋求支持。」